# Portrait of an American Family
Portrait of an American Family je debutové album skupiny Marilyn Manson vydané v roce 1994.

## Seznam skladeb
- Texty: Manson, kromě skladby číslo 1: "Prelude (The Family Trip)", text převzat z filmu Pan Wonka a jeho čokoládovna z roku 1971 (Willy Wonka & the Chocolate Factory)

1. "Prelude (The Family Trip)" - 1:20 (Manson, Gacy)
2. "Cake and Sodomy" - 3:46 (Berkowitz)
3. "Lunchbox" - 4:32 (Berkowitz, Gein)
4. "Organ Grinder" - 4:22 (Gein, Berkowitz)
5. "Cyclops" - 3:32 (Berkowitz, Gein, Gacy)
6. "Dope Hat" - 4:21 (Manson, Berkowitz, Gacy)
7. "Get Your Gunn" - 3:18 (Berkowitz, Gein)
8. "Wrapped In Plastic" - 5:35 (Berkowitz)
9. "Dogma" - 3:22 (Berkowitz)
10. "Sweet Tooth" - 5:03 (Gacy, Gein)
11. "Snake Eyes and Sissies" - 4:07 (Gacy, Berkowitz, Gein)
12. "My Monkey" - 4:31 (Berkowitz)
13. "Misery Machine" - 13:09 (Gein, Berkowitz, Gacy)

- Skladba "Filth" byla z alba odstraněna před vydáním, a nebyla nikdy oficiálně vydána.